# Трощанська волость
Трощанська волость — адміністративно-територіальна одиниця Липовецького повіту Київської губернії з центром у селі Троща.
Станом на 1886 рік складалася з 10 поселень, 10 сільських громад. Населення — 4998 осіб (2469 чоловічої статі та 2529 — жіночої), 784 дворових господарства.
|                     | Площа, десятин | У тому числі орної, дес. |
| ------------------- | -------------- | ------------------------ |
| Сільських громад    | 5260           | 3984                     |
| Приватної власності | 6204           | 4836                     |
| Іншої власності     | 402            | 311                      |
| Загалом             | 11866          | 9131                     |

Основні поселення волості:
- Троща — колишнє власницьке село при річці Соб за 7 верст від повітового міста, 709 осіб, 107 дворів, православна церква, католицька каплиця, школа, 3 постоялих будинки. За 3 версти — молитовний будинок Орнянський.
- Гордіївка — колишнє власницьке село при річці Соб, 309 осіб, 46 дворів, православна церква, школа, водяний млин.
- Іваньки — колишнє власницьке село при річці Соб, 806 осіб, 142 двори, православна церква, школа та водяний млин.
- Кам'янка — колишнє власницьке село при річці Соб, 686 осіб, 116 дворів, православна церква, школа, постоялий будинок та водяний млин.
- Лядська Слобідка — колишнє власницьке село при річці Соб, 472 особи, 72 двори, православна церква, школа та постоялий будинок.
- Попівка — колишнє власницьке село при річці Соб, 663 осіб, 138 дворів, православна церква, школа, 2 постоялих будинки.
- Скитка — колишнє власницьке село при річці Кам'янка, 532 особи, 83 двори, православна церква, школа, постоялий будинок.